# 나데모노가타리
《나데모노가타리》(撫物語)는 니시오 이신의 청춘 괴이 소설 작품이다. 〈이야기〉 시리즈의 통권 21권째로, 고단샤 BOX 레이블에서 2016년에 간행되었다. 일러스트는 VOFAN이 담당했다.

## 개요
현대의 괴이를 그린 《끝 이야기》에서 완결된 〈이야기〉 시리즈의 그 뒤를 그리는 〈이야기〉 시리즈・오프 시즌 제3탄. 센코구 나데코의 「그 뒤」가 그려진 제령(零)화 「나데코 드로」가 수록되어 있다. 《괴물 이야기》 때는 중학교 2학년생이었던 나데코가 중학교 3학년생이 된 시기의 사건으로, 《가짜 이야기》, 《미끼 이야기》, 《사랑 이야기》에서 그려진 과거의 나데코가 총등장한다. 오프 시즌의 《오로카모노가타리》, 《와자모노가타리》는 각각 3화씩 수록되어 있으며, 본권도 당초에는 3화가 수록될 예정이었으나, 나데코의 스토리가 예상보다 너무 길어졌기 때문에, 「마요이 이븐」, 「요츠기 노사이드」는 수록되지 않았다.
센고쿠 나데코의 디자인도 〈이야기〉 시리즈가 이어질 수록 변화하고 있었으나, 패키지 일러스트에는 초창기의 디자인의 나데코가 그려져 있다.
본작의 발매를 기념하여, 「나데코를 쓰다듬을 수 있는 사이트 - 모두 함께 쓰다듬자 쓰담소녀 셰어」(撫子をなでられるサイト・みんなでなでよう なでっこシェア)가 오픈되었다. 스마트폰 전용 사이트로, 나데코를 쓰다듬은 횟수에 따라 벽지를 받을 수 있다. 나데카 이외에도, 조건을 충족시키면 시노부와 요츠기도 쓰다듬는 것이 가능해진다.

## 줄거리
만화가가 되고 싶은 소녀, 센고쿠 나데코는 부모님께 중학교를 졸업하면 취직하라는 말을 듣게 된다. 부모님을 설득하기 위한 성과를 내기 위해 생각하는 그녀는 식신(式神) 동녀, 오노노키 요츠기의 힘을 빌려, 4체의 분신을 만들지만 제어하지 못하고 도망가게 되어버린다. 나데코는 요츠키와 함께 도망친 4체의 나데코를 쫓아가는 것과 동시에 나데코 자신의 과거와 마주하게 된다.